# مت بولمن
مت بولمن (انگلیسی: Matt Bulman؛ زادهٔ ۱۴ اکتبر ۱۹۸۶) بازیکن فوتبال اهل بریتانیا است.
از باشگاه‌هایی که در آن بازی کرده‌است می‌توان به باشگاه فوتبال سایرون‌سستر تاون، باشگاه فوتبال چیپنهام تاون، باشگاه فوتبال سوئیندون تاون، باشگاه فوتبال سالزبری سیتی، باشگاه فوتبال آکسفورد سیتی، باشگاه فوتبال ووستر سیتی، و باشگاه فوتبال فارست گرین راورز اشاره کرد.